# Sjælsø Gruppen
Sjælsø Gruppen A/S er en projektudviklingsvirksomhed, der især arbejder med byggeri og handel med fast ejendom, herunder udvikling af firmadomiciler, produktion og lager samt distributionscentre. 16. august 2013 anmodede virksomheden om konkursbegæring for selskaberne Sjælsø Gruppen A/S, Sjælsø Danmark A/S og Sjælsø Retail A/S.
Sjælsø Gruppen A/S blev grundlagt i 1981 af Torben og Ib Henrik Rønje. I 1998 blev virksomheden noteret på Københavns Fondsbørs. 
Sjælsø Gruppen har den 6. august 2013 anmeldt rekonstruktion, det som tidligere svarede til konkursbegæring. Selskabet forventes afnoteret Københavns Fondsbørs 19. august 2013.